# Bathyraja griseocauda
Bathyraja griseocauda là tên của một loài cá đuối lớn nằm trong họ Arhynchobatidae và là loài bản địa của khu vực tây nam Đại Tây Dương và đông nam Thái Bình Dương. Theo tiêu chuẩn của Liên minh Bảo tồn Thiên nhiên Quốc tế, loài cá này là loài đang bị đe dọa. Chúng bị đánh bắt nhằm mục đích thương mại quanh quần đảo Falkland.
Tại Đại Tây Dương, loài cá đuối này ở vùng biển của Argentina và trong vùng nước quanh quần đảo Falkland. Người ta ghi nhận rằng chúng sống ở vùng nước có độ sâu ít nhất là 51 mét, ở độ sâu 250 thì chúng xuất hiện thường xuyên.

## Sinh thái học và mô tả
Các báo cáo gần đây cho thấy độ dài xấp xỉ mà nó có thể đạt được là 130 cm, lớn nhất là 157 cm. Còn phần thân cá thì không thể nào lớn hơn chiều dài cơ thể và độ dài lớn nhất của phần này là 90 cm.
Bề mặt lưng của nó thì có màu nâu sậm, bao quanh là răng cưa nhưng không có gai. Phần bụng thì có màu hơi vàng và ở gần đuôi thì có những đốm màu tối. Cái đuôi này thì có từ 19 đến 27 cái gai lớn.
Loài này triển rất chậm, chỉ tăng từ 4 đến 6 cm trong 1 năm, chậm hơn hầu hết các loài cùng chi. Chúng phát dục vào năm tuổi thứ 18 đối với con đực và 14 đối với con cái.
Thức ăn của yếu của Bathyraja griseocauda là Amphipoda động vật giáp xác và các loại giun biển. Bên cạnh đó, những cá thể lớn hơn còn ăn cả các loài cá đuối nhỏ hơn, cá có vây và động vật thân mềm.